# Hiraea reclinata
Hiraea reclinata är en tvåhjärtbladig växtart som beskrevs av Nikolaus Joseph von Jacquin. Hiraea reclinata ingår i släktet Hiraea och familjen Malpighiaceae. Inga underarter finns listade i Catalogue of Life.